# Jaap Wertheim

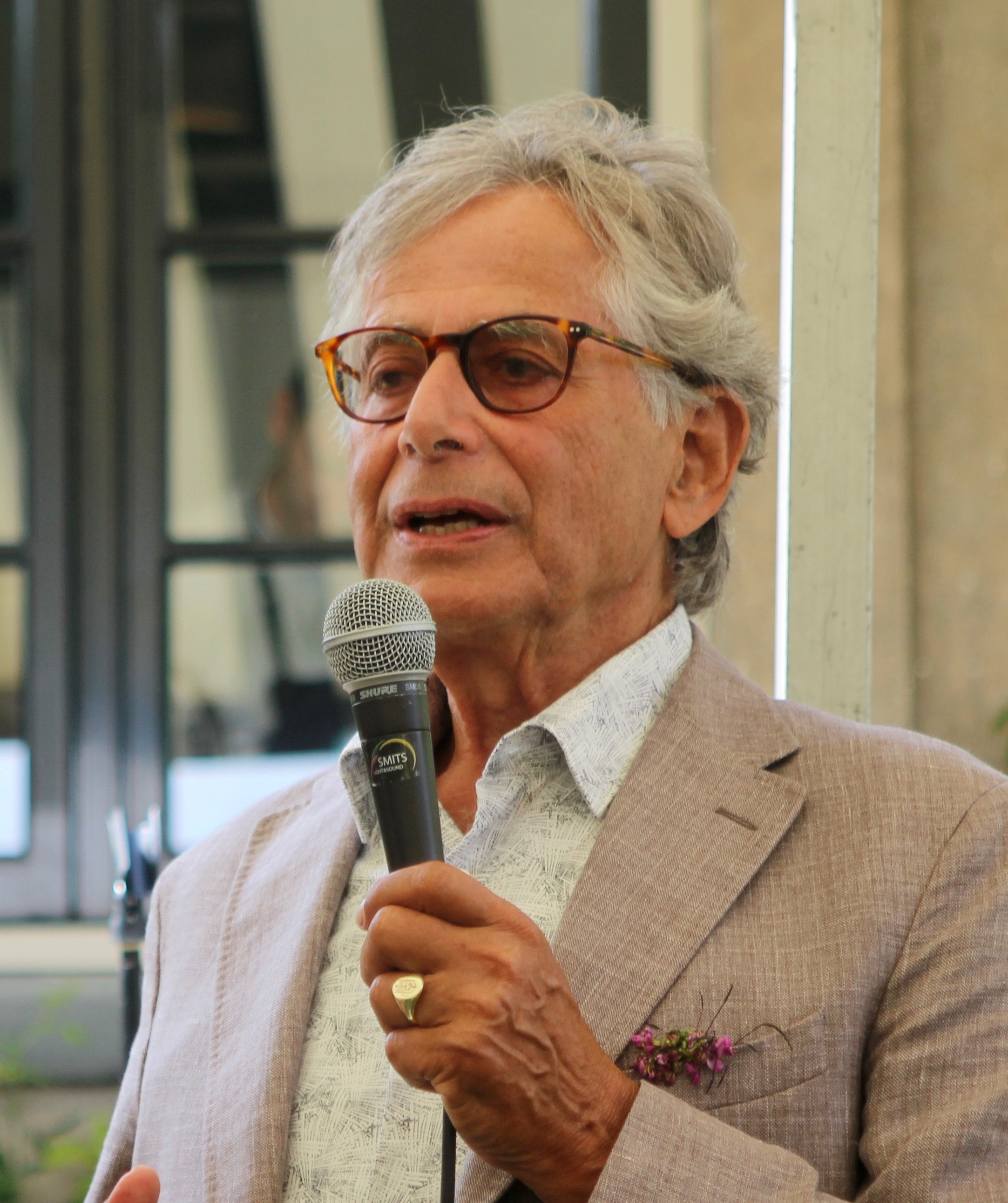
Jaap Wertheim

Jaap Wertheim (Geldrop, 1 augustus 1939) is een Nederlands bestuurder en zakenman. Hij was onder meer algemeen secretaris van het Nederlands Congresgebouw te Den Haag, management consultant bij McKinsey & Company, fusie- en overname-adviseur, makelaar/taxateur bedrijfsbelangen, en bekleedde diverse bestuursfuncties in commerciële, maatschappelijke en culturele organisaties.

## Levensloop

### Jeugd en opleiding
Wertheim bracht zijn eerste levensjaren met zijn ouders Herman Wertheim en Esther Rosenfeld door in Eindhoven, in het Witte Dorp. In de loop van de Tweede Wereldoorlog, in 1942, dook hij onder bij Tom en Anneke van Blaaderen in Laren. In mei 1945 keerde hij terug naar Eindhoven, waar hij tot 1948 de openbare lagere school op de Keizersgracht bezocht. Hierna verhuisde hij met zijn moeder, die door de oorlog weduwe was geworden, naar Amsterdam. Hier doorliep Wertheim achtereenvolgens de daltonschool, de openluchtschool en het Spinoza Lyceum. In 1957 verbleef hij in het kader van het uitwisselingsprogramma American Field Service een jaar aan een middelbare school in Vancouver (Washington). Mede door zijn betrokkenheid bij de American Field Service ontmoette Wertheim zijn latere echtgenote Anne Wertheim-Tolk (in 2002 benoemd tot Ridder in de Orde van Oranje-Nassau). Na zijn eindexamen en terugkeer uit de Verenigde Staten studeerde Wertheim in Rotterdam economie. In 1965 behaalde hij zijn doctoraal.

### Loopbaan
Wertheim vervulde zijn militaire dienstplicht als reserveofficier Militaire Administratie. Hierna trad hij in dienst van de NV Nederlands Congresgebouw te Den Haag als algemeen secretaris, waar hij van 1967 tot en met 1970 werkzaam was. Vervolgens was hij management consultant bij McKinsey & Company in achtereenvolgens Amsterdam, Zürich en Oslo (1970-1974). Hierop volgde een reeks andere bezigheden, als medeoprichter en eigenaar van Vlakland Planontwikkeling te Amsterdam, Kortenhoef en Grasse (Frankrijk, 1974-1980), directeur bij Hunter Douglas in Rotterdam en Panama (1980-1985) en oprichter en mede-eigenaar van overname-adviesbureau Reitsma & Wertheim & Partners (in 2000 overgenomen door Insinger de Beaufort Corporate Finance, waar hij ook enkele jaren directeur Corporate Finance en lid van de raad van commissarissen was).
Sinds 2003 is Wertheim zelfstandig adviseur en bestuurder bij diverse ondernemingen alsook culturele en maatschappelijke instellingen. Hij is als eerste Nederlandse Makelaar/Taxateur in Bedrijfsbelangen als zodanig beëdigd door de rechtbank van Amsterdam. Hij was mede-initiator van de postdoctorale opleiding tot Business Valuator aan de Erasmus Universiteit Rotterdam. Hij was tevens assistent-hoogleraar aan de Rotterdam School of Management en doceerde het vak Fusies en Overnames. Hij heeft ook veel over dit onderwerp gepubliceerd en lezingen gegeven. Wertheim was verder medeoprichter van de Vereniging van Fusie en Overname Specialisten en de Nederlandse Orde van Makelaars Taxateurs in Bedrijfsbelangen.

## Bestuurlijke functies
Wertheim heeft vijftig jaar lang deel uitgemaakt van diverse bestuursgremia van het Joods Cultureel Kwartier, zoals het Joods Historisch Museum, de Hollandse Schouwburg, het Nationaal Holocaust Museum en Stichting Pensioenfonds Joods Historisch Museum. Vanwege zijn inzet voor het Amsterdams cultureel erfgoed, onder andere via lezingen en verscheidene projecten, ontving hij in 2019 de Frans Banninck Cocqpenning van de gemeente Amsterdam.
Wertheim was verder onder meer lid van het algemeen bestuur van het VNO-NCW, voorzitter van de Vereniging Gepensioneerden Hunter Douglas, bestuurslid van het Nederlands Instituut Registered Valuators, voorzitter van de Sportraad Zoetermeer, voorzitter van de Historische Kring "In de Gloriosa" en voorzitter van Stichting Kunst in Vrijheid.

## Onderscheidingen
- Frans Banninck Cocqpenning van de gemeente Amsterdam (2019)
- Officier in de Orde van Oranje-Nassau (1993)[11]